# آی‌تونز زنده از سوهو (آلبوم چندآهنگه ادل)
«آی‌تونز لایو از سوهو» آلبومی از هنرمند اهل بریتانیا ادل است که در سال ۲۰۰۹ میلادی منتشر شد.